# Leonardo Tusam
Leonardo del Pozo Calandra (Buenos Aires, Argentina, 3 de agosto de 1973), más conocido como Leonardo Tusam, es un hipnotizador y presentador de televisión argentino. Es hijo de Juan José del Pozo "Tusam" y María del Carmen Calandra.

## Biografía
Desde pequeño, trabajó junto a su padre. A los dieciséis años desarrolló la habilidad de la hipnosis. Realiza una prueba de control del ritmo cardíaco que consiste en permanecer encerrado herméticamente en una caja de acrílico. La misma tiene oxígeno para tan sólo 4 minutos pero al bajar las pulsaciones de su corazón, disminuye el consumo de oxígeno, pudiendo permanecer encerrado en ella hasta una hora. También alcanzó una marca de permanecer 18 minutos en un recipiente enterrado bajo tierra, que con él dentro contiene oxígeno para tan sólo 3 minutos.
Siguió desarrollando su carrera tanto en el área de calidad de vida como en la del espectáculo (en teatros y televisión) en varios países de América y Europa.
En el 2005 integró el elenco de Showmatch mostrando semana a semana grandes desafíos que tuvieron un alto índice de audiencia.
En 2008 se consagró ganador del concurso Patinando por un sueño junto con su soñadora Analía Papa con el 69,8% de los votos del público, frente a Rocío Marengo y Andrés Ciacia.
El 30 de julio de 2009, en homenaje a su padre, tras cumplirse 10 años de su fallecimiento, Leonardo realizó el Desafío de Hielo, en el que trata de estar durante 24 horas a -10 °C encerrado en una cápsula de hielo, instalada frente al Obelisco de Buenos Aires.
En 2011 se presenta en el programa Sábado show con distintos desafíos, volviéndo a tener amplios números en audiencia.
Entre 2012 y 2014 formó parte del programa chileno Apuesto por ti de Televisión Nacional de Chile, siendo jurado.

## Trabajos televisivos
- Finalísima (1990)
- 360, todo para ver (1992-1994)
- Susana Giménez (SG) (1996)
- Ricos y famosos (1997)
- Showmatch (2005)
- Showmatch: Patinando por un sueño (2008; participante - ganador)
- Sábado show (2012)
- Superhumanos Latinoamérica (2012)[1]
- Apuesto por ti (2012-2014)
- El hotel de los famosos (2022)